# ФК Барселона Б
ФК Барселона Б (шп. FC Barcelona B) шпански је фудбалски клуб из Барселоне основан 1970. године под именом ФК Барселона атлетик (шп. FC Barcelona Atlètic). Клуб је резервни тим ФК Барселоне. Домаће утакмице игра на стадиону Јохан Кројф капацитета 6.000 места.
Пошто је резервни клуб морају играти бар један ранг ниже од свог матичног клуба и немају право учешћа у Купу краља.